# Episodi di Glee (sesta stagione)
La sesta e ultima stagione della serie televisiva Glee è stata trasmessa negli Stati Uniti per la prima volta dall'emittente Fox dal 9 gennaio al 20 marzo 2015.
In Italia la stagione è andata in onda in prima visione sul canale satellitare Sky Uno, in contemporanea con gli Stati Uniti e doppiata due settimane dopo, dal 23 gennaio al 3 aprile 2015. I titoli degli episodi, su questa emittente, non sono stati tradotti in lingua italiana, a differenza di quanto succede su La5: la serie in chiaro va in onda dal 23 febbraio al 10 marzo 2016.
Amber Riley e Dot-Marie Jones sono promosse a regular per questa stagione. Alex Newell, Naya Rivera, Becca Tobin e Jenna Ushkowitz passano da regular a guest star, mentre Melissa Benoist lascia ufficialmente la serie. Blake Jenner e Jacob Artist appaiono nell'ultimo episodio come guest star.

Logo della serie televisiva

| nº | Titolo originale                   | Titolo italiano                   | Prima TV USA     | Prima TV Italia  |
| -- | ---------------------------------- | --------------------------------- | ---------------- | ---------------- |
| 1  | Loser Like Me                      | Ritorno a Lima                    | 9 gennaio 2015   | 23 gennaio 2015  |
| 2  | Homecoming                         | Nuove reclute                     | 9 gennaio 2015   | 23 gennaio 2015  |
| 3  | Jagged Little Tapestry             | Pillole di verità                 | 16 gennaio 2015  | 30 gennaio 2015  |
| 4  | The Hurt Locker, Part One          | Prove aperte - 1ª parte           | 23 gennaio 2015  | 6 febbraio 2015  |
| 5  | The Hurt Locker, Part Two          | Prove aperte - 2ª parte           | 30 gennaio 2015  | 13 febbraio 2015 |
| 6  | What the World Needs Now           | Serve solo l'amore                | 6 febbraio 2015  | 20 febbraio 2015 |
| 7  | Transitioning                      | Transizioni                       | 13 febbraio 2015 | 27 febbraio 2015 |
| 8  | A Wedding                          | Le nozze dell'anno                | 20 febbraio 2015 | 6 marzo 2015     |
| 9  | Child Star                         | Bar Mitzvah                       | 27 febbraio 2015 | 13 marzo 2015    |
| 10 | The Rise and Fall of Sue Sylvester | Ascesa e declino di Sue Sylvester | 6 marzo 2015     | 20 marzo 2015    |
| 11 | We Built This Glee Club            | Il nostro glee club               | 13 marzo 2015    | 27 marzo 2015    |
| 12 | 2009                               | 2009                              | 20 marzo 2015    | 3 aprile 2015    |
| 13 | Dreams Come True                   | I sogni si avverano               | 20 marzo 2015    | 3 aprile 2015    |

## Ritorno a Lima
- Titolo originale: Loser Like Me
- Diretto da: Bradley Buecker
- Scritto da: Ryan Murphy, Brad Falchuk e Ian Brennan

### Trama
Rachel, dopo essere stata licenziata a causa del fallimento della serie tv basata sulla sua vita, decide di tornare a casa a Lima dove ad attenderla ci sono molti cambiamenti e situazioni complicate. Apprende infatti che i suoi padri stanno divorziando e che la sua casa è stata messa in vendita. Anche per Blaine le cose sembrano non andare bene, infatti il ragazzo confessa a Rachel che Kurt ha rotto il fidanzamento e si sono lasciati perché il dover convivere da soli li portava sempre a litigare. Blaine inoltre le confessa che dopo la rottura ha trascurato i suoi studi alla NYADA, venendo di conseguenza espulso, ed è perciò tornato a Lima accettando di diventare il coach degli Usignoli alla Dalton Academy. Al McKinley Sue Sylvester continua ad avere il ruolo di preside, utilizzando la sua carica per instaurare un regime tirannico e del tutto contro le arti tanto da cancellarle completamente ed utilizzare la vecchia aula del Glee Club come laboratorio multimediale. Frattanto Rachel va a far visita a Sam, che ora è diventato l'assistente della coach Beiste, e qui fa la conoscenza di Spencer che è il nuovo giocatore di football gay, arrogante e maleducato. A New York, Kurt sembra star bene dopo il mancato matrimonio con Blaine tanto da decidere di partecipare agli speed date. Tuttavia nel momento in cui ha un appuntamento, si rende conto di star piangendo pensando ancora al modo in cui lui ha lasciato Blaine mesi prima e perciò comprende che l'ex usignolo gli manca. Rachel continua la sua tappa di visite e decide di andare a trovare il professor Shuester, ora allenatore dei Vocal Adrenaline. I due chiacchierano un po' e Rachel capisce che la cosa giusta da fare è far risorgere il Glee Club al McKinley, perciò con i fondi rimasti dalla sua serie tv decide di finanziare le arti al liceo. Kurt, tornato a Lima, decide di aiutarla diventando il co-coach del Glee e frattanto scopre che Blaine esce con Dave Karofsky, il bullo che per mesi durante il liceo aveva tormentato Kurt, ma che si era poi pentito del suo comportamento ed è ora una brava persona. L'affetto reciproco tra i due sorprende e addolora Kurt, che rimpiange di aver perso Blaine. L'episodio si conclude con Rachel che, cantando Let It Go dopo essersi sistemata nel vecchio ufficio del professor Shuester, appende sulla bacheca della scuola la sua stella porta fortuna ed il foglio di iscrizione al Glee Club.
- Guest star: Brian Stokes Mitchell (LeRoy Berry), Iqbal Theba (Figgins), Max Adler (David Karofsky), Jim Rash (Lee Paulblatt), Max George (Clint), Carrot Top (Blartie), Jim J. Bullock (Cert), Marshall Williams (Spencer Porter), Noah Guthrie (Roderick Meeks), Christopher Cousins (Sovrintendente Bob Harris), Heather Mazur (Agente pubblicitario Nancy).
- Ascolti USA: telespettatori 2 340 000 – share 18-49 anni 2%[3]

## Nuove reclute
- Titolo originale: Homecoming
- Diretto da: Bradley Buecker
- Scritto da: Ryan Murphy

### Trama
Gli ex-alunni del McKinley ritornano a Lima per il Raduno, inclusi Mercedes, Artie, Puck, Quinn, Santana, Brittany, Tina e Becky Jackson. Per evitare i problemi avuti nelle competizioni passate, Rachel, Kurt, Blaine e Will fanno un patto: giocheranno pulito senza imbrogli e senza furti, né di canzoni né di componenti. Intanto i vecchi membri delle Nuove Direzioni decidono di aiutare Rachel e Kurt a reclutare nuove voci per far risorgere il Glee Club, ma la cosa si rivela difficile in quanto nessuno è intenzionato ad iscriversi. In seguito però scopriranno che Roderick, un ragazzo sovrappeso vittima di bullismo, ha una splendida voce e alla fine lo convinceranno ad unirsi al club. Nel frattempo Blaine deve vedersela con Jane, unica ragazza iscritta alla Dalton, che vuole entrare negli Usignoli, i quali non vogliono rompere la tradizione accogliendo una femmina nel gruppo. Blaine riesce a convincerli a farle avere almeno un'audizione e la ragazza, aiutata da Rachel, regala loro un'ottima performance. Tuttavia questo non basta per far cambiare idea agli Usignoli, e Blaine promette a Jane di lottare per farla entrare nel gruppo. La ragazza però, sapendo che non verrebbe mai accettata comunque, decide di unirsi alle Nuove Direzioni, cosa che farà litigare Blaine con Rachel visto il precedente patto e in quanto si era molto esposto per Jane. L'ex Usignolo dichiara così che la tregua è finita. Infine, ispirati da una performance di Santana, Quinn e Brittany, si uniranno anche i gemelli cheerleader Mason e Madison. L'episodio termina con i vecchi e i nuovi membri che partecipano al raduno, mentre Kurt osserva tristemente Blaine e Karofsky guardare insieme i fuochi d'artificio.
- Guest star: Dianna Agron (Quinn Fabray), Heather Morris (Brittany Pierce), Naya Rivera (Santana Lopez), Mark Salling (Noah Puckerman), Becca Tobin (Kitty Wilde), Jenna Ushkowitz (Tina Cohen-Chang), Max Adler (David Karofsky), Lauren Potter (Becky Jackson), Samantha Marie Ware (Jane Hayward), Marshall Williams (Spencer Porter), Noah Guthrie (Roderick Meeks), Billy Lewis Jr. (Mason McCarthy), Laura Dreyfuss (Madison McCarthy), Connor McCabe (Gabriel).
- Ascolti USA: telespettatori 2 340 000 – share 18-49 anni 2%[3]

## Pillole di verità
- Titolo originale: Jagged Little Tapestry
- Diretto da: Paul McCrane
- Scritto da: Brad Falchuk

### Trama
Rachel e Kurt introducono il loro primo argomento alle Nuove Direzioni e i rimanenti ex alunni: un mash-up tra gli album "Tapestry" di Carole King e "Jagged Little Pill" di Alanis Morissette. Santana e Brittany danno una dimostrazione ai nuovi ragazzi e alla fine della performance Santana sorprende tutti chiedendo a Brittany di sposarla. Brittany accetta e le ragazze ottengono l'approvazione di tutti tranne Kurt, che soffre ancora per la fine della sua storia con Blaine. Il ragazzo infatti dichiara che le due stanno facendo uno sbaglio e che sono troppo giovani per un passo grande come quello. Ciò provoca l'ira di Santana che rinfaccia al ragazzo tutto quello che pensa di lui. Questo porta Kurt a discutere anche con Rachel per la gestione del Glee.  Alla fine però, scoperto che Blaine e Karofsky andranno a vivere insieme, il ragazzo capisce che deve andare avanti e accetta il matrimonio di Brittany e Santana. Nel frattempo Becky torna al McKinley dove annuncia a tutti che ha un ragazzo, Darrell. La ragazza chiede aiuto al Glee Club in quanto ha raccontato un sacco di bugie per far colpo su di lui (gli ha detto infatti di essere stata la presidentessa di vari club, tra cui il Glee) e il ragazzo vuole visitare la sua scuola e conoscere i suoi amici. Anche Sue vuole conoscere Darrell, ma rimane sorpresa quando scopre che non è affetto da sindrome di Dawn come si aspettava. Questo preoccupa sia la preside che gli ex-alunni, convinti che il ragazzo la stia solo prendendo in giro. Darrell però si dimostra un ragazzo sincero e davvero preso da Becky. Spencer nota degli strani comportamenti nella Coach Beiste e lo riferisce a Sue, la quale, dopo aver frugato tra le sue cose e aver trovato alcuni medicinali, la affronta convinta che la donna abbia il cancro. Inizialmente la coach afferma, ma poi capendo di non voler mentire racconta la verità a Sam e Sue: ha deciso di cambiare sesso in quanto non si è mai sentita a suo agio in un corpo femminile. I due la appoggiano e le promettono di aspettare il suo ritorno, nel frattempo sarà Sam a occuparsi della squadra di football.
- Guest star: Dianna Agron (Quinn Fabray), Heather Morris (Brittany Pierce), Naya Rivera (Santana Lopez), Mark Salling (Noah Puckerman), Jenna Ushkowitz (Tina Cohen-Chang), Max Adler (Dave Karofsky), Lauren Potter (Becky Jackson), NeNe Leakes (Coach Roz Washington), Marshall Williams (Spencer Porter), Noah Guthrie (Roderick Meeks), Billy Lewis Jr. (Mason McCarthy), Laura Dreyfuss (Madison McCarthy), Samantha Marie Ware (Jane Hayward), Justin Prentice (Darrell).
- Ascolti USA: telespettatori 1 980 000 – share 18-49 anni 2%[4]

## Prove aperte - 1ª parte
- Titolo originale: The Hurt Locker, Part One
- Diretto da: Ian Brennan
- Scritto da: Ian Brennan

### Trama
Per mettere in difficoltà il Glee club, Sue organizza un'amichevole per le Nuove Direzioni, i Vocal Adrenaline e gli Usignoli: il gruppo di Rachel e Kurt infatti è ancora piccolo e impreparato. Sue inoltre ha altri piani segreti: distruggere Rachel per averla sfidata e Will per essere una costante scocciatura. Per fare ciò ipnotizza Sam perché faccia innamorare Rachel di lui per poi dimenticarsi di tutto una volta baciata e per fargli spargere bugie in modo da mettere Will contro la ragazza. Ma il suo più grande obiettivo è inaspettatamente un altro: far tornare insieme Kurt e Blaine, per cui ha segretamente tifato fin dall'inizio. Inizialmente mette un cucciolo d'orso nell'appartamento di Blaine e Karofsky per spaventare Dave, poi affronta i due a cena invitando tutte le fiamme precedenti di Dave e affermando addirittura che i due hanno un antenato comune. Avvertito in precedenza da Sue, Kurt dice a Blaine che la preside si è inventata tutto per farli tornare insieme e di non preoccuparsi e andare avanti con la sua storia, gli rivela inoltre di avere un appuntamento, cosa che rattrista visibilmente Blaine. Kurt poi incontra il suo appuntamento online, Walter, che si rivela un uomo di 50 anni, ma nonostante la netta differenza di età decidono di provare almeno a essere amici e vedere poi cosa succederà. Nel frattempo l'ipnosi di Sam porta i risultati sperati da Sue: dopo aver baciato Rachel le dice che ama ancora Mercedes (cosa che addolora la ragazza), mentre Will, che inizialmente aveva promesso di non fare sul serio per non mettere in difficoltà le Nuove Direzioni, fa fare ai suoi ragazzi il loro numero migliore, mettendo così in soggezione i ragazzi del Glee Club.
- Guest star: Iqbal Theba (Figgins/Preside del liceo Carmel), Max Adler (Dave Karofsky), Max George (Clint), Harry Hamlin (Walter), Lauren Potter (Becky Jackson), Trilby Glover (segretaria), Samantha Marie Ware (Jane Hayward), Noah Guthrie (Roderick Meeks), Billy Lewis Jr. (Mason McCarthy), Laura Dreyfuss (Madison McCarthy).
- Ascolti USA: telespettatori 1 820 000 – share 18-49 anni 2%[5]

## Prove aperte - 2ª parte
- Titolo originale: The Hurt Locker, Part Two
- Diretto da: Barbara Brown
- Scritto da: Ian Brennan

### Trama
Dopo la performance dei Vocal Adrenaline, Sue annuncia che l'Amichevole verrà estesa di due giorni per dare tempo alle Nuove Direzioni di prepararsi e trovare altri membri. Sotto consiglio di Kurt, Rachel chiede a Kitty, l'unico membro del vecchio Glee rimasto al McKinley, di unirsi, ma la ragazza rifiuta categoricamente in quanto la rottura col vecchio gruppo è stata troppo dolorosa per lei. Dopo aver visto l'esibizione degli Usignoli, Kitty ha un ripensamento e decide di aiutare Rachel creando una nuova scaletta con tutte le canzoni preferite di Sue, le uniche che daranno loro una chance di vincere. Inoltre Sam, libero dall'ipnosi, convince Spencer, il ragazzo gay della squadra di football, a unirsi al Glee Club. Nel frattempo Kurt e Blaine vengono intrappolati da Sue in un finto ascensore e, in una comica imitazione di Saw, promette che li lascerà andare solo se i due si baceranno. I due ragazzi rifiutano di cedere al ricatto, ma alla fine disperati per la situazione accettano di baciarsi stabilendo che non significherà niente. Così facendo Sue li libera giusto in tempo per l'esibizione delle Nuove Direzioni. La performance fa breccia nel cuore di Sue, e durante l'esibizione si capisce che Rachel prova qualcosa per Sam, e che Kurt e Blaine non sono indifferenti l'uno all'altro. Alla fine vengono annunciati i vincitori: gli Usignoli si classificano terzi, i Vocal Adrenaline secondi e le Nuove Direzioni sono decretati vincitori. Inoltre Will e Rachel fanno pace dopo aver capito di essere stati vittime delle macchinazioni di Sue. Kurt e Blaine affrontano Sue dicendole che il suo tentativo di farli riconciliare ha fatto sì che potessero essere di nuovo amici, e le chiedono di smetterla con i suoi sotterfugi. La donna apparentemente acconsente, ma in realtà dopo rivela a Becky che le cose stanno andando esattamente come da lei programmato.
- Guest star: Michael Hitchcock (Dalton Rumba), Becca Tobin (Kitty Wilde), Max George (Clint), Harry Hamlin (Walter), Lauren Potter (Becky Jackson), Marshall Williams (Spencer Porter), Samantha Marie Ware (Jane Hayward), Noah Guthrie (Roderick Meeks), Billy Lewis Jr. (Mason McCarthy), Laura Dreyfuss (Madison McCarthy).
- Ascolti USA: telespettatori 1 850 000 – share 18-49 anni 2%[6]

## Serve solo l'amore
- Titolo originale: What the World Needs Now
- Diretto da: Barbara Brown
- Scritto da: Michael Hitchcock

### Trama
Rachel e Sam continuano ad essere indecisi sul loro rapporto: entrambi non vogliono ferire Mercedes. Tuttavia la ragazza, tornata a Lima per fare da mentore alle Nuove Direzioni prima delle provinciali, fa capire a entrambi che il rapporto tra lei e Sam ora è di sola amicizia e che possono uscire insieme se vogliono. Il vero obiettivo di Mercedes però è un altro: fare in modo che Rachel torni a New York una volta sistemato definitivamente il Glee Club. Rachel infatti non si sente ancora pronta a tornare dopo aver mandato all'aria la sua carriera, ma il sostegno di tutti i suoi amici la convincerà almeno a tentare un provino per un musical che Mercedes le ha procurato. Nel frattempo Brittany rivela ai genitori del suo matrimonio con Santana, cosa che rende molto felici i due e che li porta anche a svelarle una scioccante verità: il vero padre della ragazza è Stephen Hawking, e questo spiega il suo genio matematico. La ragazza inoltre assume Artie, in quanto aspirante regista, come Wedding Planner. Brittany però vuole che al matrimonio partecipi anche la nonna di Santana, che aveva rinnegato la ragazza dopo aver scoperto della sua omosessualità, perciò fa amicizia con lei senza dirle che è la futura moglie di sua nipote. Dopo averla conquistata, la fa assistere ad un'esibizione a sorpresa di Santana, e le rivela in seguito la verità. Tuttavia la nonna, nonostante voglia bene alla nipote, non riesce ad accettare che sposi una donna, e allora Santana e Brittany dichiarano che saranno felici di non averla al loro matrimonio. L'episodio si conclude con una festa a casa di Will per Brittany e Santana, circondate da tutti gli amici che tengono a loro.
- Guest star: Ken Jeong (Pierce Pierce), Jennifer Coolidge (Whitney S. Pierce), Heather Morris (Brittany Pierce), Naya Rivera (Santana Lopez), Becca Tobin (Kitty Wilde), Ivonne Coll (Alma Lopez), Samantha Marie Ware (Jane Hayward), Noah Guthrie (Roderick Meeks), Marshall Williams (Spencer Porter), Billy Lewis Jr. (Mason McCarthy), Laura Dreyfuss (Madison McCarthy).
- Ascolti USA: telespettatori 1 580 000 – share 18-49 anni 2%[7]

## Transizioni
- Titolo originale: Transitioning
- Diretto da: Dante Di Loreto
- Scritto da: Matthew Hodgson

### Trama
Insegnando al liceo Carmel, Will gode di molti benefici per sé e la sua famiglia, ma non è entusiasta del suo lavoro poiché i Vocal Adrenaline sono troppo presi dalla competizione e non lo rispettano come coach. Quando Clint e gli altri membri bombardano di uova Rachel e Blaine, Will invita l'ex-studente Wade "Unique" Adams per aiutarlo con una lezione sulla tolleranza, ma non ottiene il successo sperato. Nel frattempo torna al McKinley Coach Beiste, adesso un uomo di nome Sheldon. Ma se al McKinley l'uomo è accolto senza pregiudizi, lo stesso non si può dire per i Vocal Adrealine che scrivono sulla sua auto "Coach Trans". Sam e la squadra di football vogliono vendicarlo ma Sheldon, commosso dall'affetto dei suoi ragazzi, dice loro che questa è la sua battaglia. Will, saputo ciò che hanno fatto i suoi alunni, caccia Clint dal gruppo, ma la sua è una causa persa in partenza visto che al Carmel hanno un'altra mentalità. Rachel intanto deve accettare il fatto che la casa dove è cresciuta è stata venduta e i suoi amici la aiutano dando un'ultima festa nel seminterrato di casa sua. Scegliendo le coppie che canteranno, Kurt fa in modo di finire in coppia con Blaine, mentre Sam duetterà con Rachel. Alla festa tutto procede per il meglio: i ragazzi si divertono e Sam e Rachel si rivelano finalmente i propri sentimenti. Dopo aver cantato il loro duetto, Blaine inaspettatamente bacia Kurt, salvo poi pentirsene subito dopo e andarsene. Il giorno dopo racconta tutto a Dave, il quale, avendo capito da tempo che Blaine ama ancora Kurt, lo invita a dirgli tutto. L'ex Usignolo quindi si precipita a scuola, ma desiste dal suo intento quando scopre che Kurt sta andando a un doppio appuntamento con Walter, Sam e Rachel. Nel frattempo Will, sotto consiglio della moglie Emma, che gli dice di fare quello che ama e non quello che gli altri si aspettano, porta i Vocal Adrenaline con l'inganno al McKinley e li fa assistere a un'esibizione di Unique e un coro di transessuali dedicata a Sheldon, per farlo sentire finalmente accettato, dopodiché si licenzia dal Carmel. Rachel e Kurt allora gli offrono di diventare consulente delle Nuove Direzioni e l'uomo accetta.
- Guest star: Jayma Mays (Emma Pillsbury), Alex Newell (Wade Adams), Max Adler (Dave Karofsky), Max George (Clint), Harry Hamlin (Walter), Gary Grubbs (Jimbo Wilson), Marshall Williams (Spencer Porter), Samantha Marie Ware (Jane Hayward), Noah Guthrie (Roderick Meeks), Billy Lewis Jr. (Mason McCarthy), Laura Dreyfuss (Madison McCarthy).
- Ascolti USA: telespettatori 1 810 000 – share 18-49 anni 2%[8]

## Le nozze dell'anno
- Titolo originale: A Wedding
- Diretto da: Bradley Buecker e Ian Brennan
- Scritto da: Ross Maxwell

### Trama
Si avvicina il matrimonio di Brittany e Santana; le ragazze, su suggerimento di Whitney Pierce, decidono di festeggiarlo nel fienile in Indiana dove Brittany è nata, dato che in Indiana il matrimonio gay è legale. A causa di un imprevisto, viene deciso che a officiare il matrimonio sarà Burt Hummel. Durante la prova vestito, Santana vede la fidanzata in abito da sposa e questo manda nel panico Brittany che è molto superstiziosa. Inoltre Santana non vuole che Sue venga al matrimonio dopo tutte le cattiverie subite nel corso degli anni. Nel frattempo Kurt rivela a Walter che è ancora innamorato di Blaine e l'uomo, per niente sorpreso, lo sprona e incoraggia a cogliere l'attimo e a tornare con Blaine. Kurt corre subito all'appartamento del ragazzo, rivelandogli i suoi sentimenti e scoprendo che Blaine non ha mai smesso di amarlo, così i due si rimettono insieme. Intanto Tina, stufa di vedere soltanto la felicità degli altri e mai la sua, vuole chiedere a Mike, con il quale è sempre rimasta in contatto anche dopo la rottura, di sposarla, nonostante i due non stiano più insieme. La ragazza chiede l’appoggio per la sua decisione ad Artie, Blaine e Puck ed Artie rimane visibilmente scosso dalla notizia. Il giorno delle cerimonia Sue si presenta portando un regalo inaspettato: Alma Lopez. La donna infatti, nonostante non abbia ancora accettato del tutto il matrimonio gay, ha capito che la famiglia è più importante e vuole far parte della vita della nipote. Con questo gesto Sue si guadagna il perdono di Santana. Ma le sorprese non sono finite: Brittany infatti vuole che Kurt e Blaine si sposino insieme a loro. Dopo varie reticenze, i ragazzi sorprendono gli invitati celebrando in un giorno solo non uno ma ben due matrimoni gay. Durante la festa Tina prende da parte Mike e gli fa la proposta, ma Mike, nonostante ami Tina, le dice che non può sposarla, in compenso le propone un ultimo ballo insieme, durante il quale Sam e Rachel ricevono l'approvazione di Burt e Carole. Dopo il matrimonio Artie e Tina si trovano in aula canto per il loro pranzo insieme da tradizione e Artie, intenzionato a riconquistarla, la convince a fare un patto: se entro i 30 anni saranno ancora single si sposeranno tra di loro. Infine Sue regala ai neo-coniugi due lune di miele: un mese alle Bahamas per Brittany e Santana e un weekend a Provincetown, Massachusetts, per Kurt e Blaine.
- Guest star: Gloria Estefan (Maribel Lopez), Ken Jeong (Pierce Pierce), Jennifer Coolidge (Whitney S. Pierce), Gina Gershon (Pam Anderson), Heather Morris (Brittany Pierce), Naya Rivera (Santana Lopez), Mark Salling (Noah Puckerman), Harry Shum Jr. (Mike Chang), Becca Tobin (Kitty Wilde), Jenna Ushkowitz (Tina Cohen-Chang), Mike O'Malley (Burt Hummel), Romy Rosemont (Carole Hudson), Harry Hamlin (Walter), Vanessa Lengies (Sugar Motta), Ivonne Coll (Alma Lopez), Samantha Marie Ware (Jane Hayward), Noah Guthrie (Roderick Meeks), Marshall Williams (Spencer Porter), Billy Lewis Jr. (Mason McCarthy), Laura Dreyfuss (Madison McCarthy).
- Ascolti USA: telespettatori 1 860 000 – share 18-49 anni 2%[9]

## Bar Mitzvah
- Titolo originale: Child Star
- Diretto da: Michael Hitchcock
- Scritto da: Ned Martel

### Trama
Nella speranza di assicurarsi il prestigioso premio come "Preside dell'Anno" (Principal of the Year Award), Sue chiede al soprintendente Bob Harris una lettera di raccomandazione. In cambio, Harris chiede alla donna di aiutare il nipote dodicenne, Myron Muskovitz nel pianificare una performance musicale sontuosa per il suo prossimo partito bar mitzvah. (Rituale che per gli ebrei simboleggia essere diventato finalmente un uomo o una donna, in base al sesso dell'individuo). Quando Sue lo rinvia alle Nuove Direzioni, Myron chiede loro di svolgere (a seguito della sua esibizione musicale per farsi conoscere ai membri del glee) il suo party nell'auditorium del McKinley. Mason, nel frattempo, scopre di provare dei sentimenti per Jane, è ansioso di esibirsi con lei al party di Myron, ma è impedito dal controllo della sua incestuosa sorella gemella. Quando chiede comunque a Jane di esibirsi e dice a Madison che dovrà cantare con Roderick invece di lui, Madison impazzisce. Tuttavia, dopo Mason esegue un assolo che racconta l'indipendenza che vorrebbe dalla sorella nei suoi confronti alla festa del ragazzino, Madison cede e gli spiega che tutto quello che fa è per proteggerlo in quanto suo unico fratello e dopo un momento dolce con quest'ultimo, dice che potrà esibirsi certamente insieme a Jane. Nel frattempo, Spencer sviluppa una cotta per uno studente di nome Alistair, e decide di aiutare Roderick che è amico di Alistair, a migliorare la sua forma fisica. Nonostante la personalità abrasiva di Spencer, il ragazzo riesce a far colpo su Alistair e a convincerlo ad unirsi alle Nuove Direzioni. Myron, alla fine del suo party (risultato grandioso e apprezzato da tutti), si unisce al glee (nonostante fosse un ragazzino di 12 anni) a causa dell’influenza dello zio, che fa infuriare Sue, che non potrà distruggere il club senza invocare le ire del suo superiore. Tuttavia, ha intenzione di fare la battaglia con il gruppo stesso.
- Guest star: Becca Tobin (Kitty Wilde), J.J. Totah (Myron Muskovitz), Finneas O'Connell (Alistair), Christopher Cousins (Sovrintendente Bob Harris), Noah Guthrie (Roderick Meeks), Samantha Marie Ware (Jane Hayward), Marshall Williams (Spencer Porter), Billy Lewis Jr. (Mason McCarthy), Laura Dreyfuss (Madison McCarthy).
- Ascolti USA: telespettatori 1 690 000 – share 18-49 anni 2%[10]

## Ascesa e declino di Sue Sylvester
- Titolo originale: The Rise and Fall of Sue Sylvester
- Diretto da: Anthony Hemingway
- Scritto da: Jessica Meyer

### Trama
Dopo che la Dalton Academy è andata inaspettatamente in fiamme, gli Usignoli si uniscono alle Nuove Direzioni in modo da formare un unico Glee Club. Sue intanto tenta di esercitare le sue autorità e vuole mandare via gli Usignoli, ma questo fa arrabbiare Becky la quale rompe la sua amicizia con la Sylvester e ne rivela i segreti malvagi ad Harris. Di conseguenza, Sue viene licenziata e le viene revocata la carica di preside del McKinley. Successivamente viene intervistata da Gerardo Rivera su Fox News, il quale sta conducendo un exposè di Sue rivelando a tutti che è una bugiarda e che persino Michael Bolton non è il padre della sua bambina. Solo due persone intervistate da Rivera sono dalla parte di Sue, Will e Sheldon. Dopo, la madre Doris fa visita alla figlia e dopo essersi scusate dei loro mali si riconciliano attraverso un duetto. Sue intanto viene assunta come coach dei Vocal Adrenaline. Nel frattempo, Rachel torna alla NYADA per convincere Carmen Tibideaux a darle una seconda possibilità, la quale però non accetta. Di ritorno a Lima, riceve la chiamata del produttore del musical per cui aveva fatto l'audizione, il quale le dice che è stata scelta per la parte e lei ne è entusiasta volendo partire per New York e prendere parte al musical senza più tornare alla NYADA. Sam però le dice che sta prendendo la decisione sbagliata, ma quando Carmen Tibideaux chiama Rachel per accettare il suo ritorno alla NYADA, quest'ultima decide che resterà fedele alla scelta di partecipare al musical.
- Guest star: Carol Burnett (Doris Sylvester), Geraldo Rivera (se stesso), Michael Bolton (se stesso), Carnie Wilson (se stessa), Christopher Cousins (Sovrintendente Bob Harris), Max George (Clint), Becca Tobin (Kitty Wilde), Bill A. Jones (Rod Remington), Earlene Davis (Andrea Carmichael), Lauren Potter (Becky Jackson), Samuel Larsen (Joe Hart), Marshall Williams (Spencer Porter), Noah Guthrie (Roderick Meeks), Billy Lewis Jr. (Mason McCarthy), Laura Dreyfuss (Madison McCarthy), Samantha Marie Ware (Jane Hayward), Justin Prentice (Darrell), J.J. Totah (Myron Muskovitz), Finneas O'Connell (Alistair).
- Ascolti USA: telespettatori 1 810 000 – share 18-49 anni 2%[11]

## Il nostro glee club
- Titolo originale: We Built This Glee Club
- Diretto da: Joaquin Sedillo
- Scritto da: Aristotle Kousakis

### Trama
Manca pochissimo alle Provinciali e le Nuove Direzioni provano tutti i giorni per perfezionare le loro coreografie. Tuttavia, gli Usignoli sostengono che alcuni membri non siano sufficientemente bravi per affrontare delle coreografie di un certo tipo, alludendo nello specifico a Roderick e Spencer. I due ragazzi riconoscono di non essere eccezionali e promettono di impegnarsi di più, chiedendo aiuto a Kitty e al prof. Schuester. Durante le prove Spencer si sloga una caviglia ma è deciso a salire sul palco con le Nuove Direzioni a tutti i costi.
Rachel è in auditorium a preparare gli ultimi pezzi per la gara, Sam la raggiunge cercando di convincerla per l’ennesima volta a non scartare la possibilità di tornare alla NYADA per riprendere in mano la propria vita e la propria carriera. La ragazza tuttavia è ancora molto indecisa e gli chiede di lasciarla riflettere meglio. Mentre quest’ultima intona Listen To Your Heart, compare sul palco inaspettatamente Jesse St.James e duetta con il ragazzo, che è tornato a Lima per qualche giorno per assistere sua madre dopo un intervento. Jesse vorrebbe tanto che Rachel tornasse a Broadway e accettasse la parte in quel musical per il quale ha fatto audizione. L’ex direttore dei Vocal Adrenaline ha ottenuto il ruolo da protagonista maschile proprio in quel musical e sapendo che la ragazza ha ottenuto la parte della protagonista femminile, vorrebbe tanto recitare sul palco con lei, come in fondo ha sempre sognato, ma, come risposto anche a Sam poco prima, la ragazza gli risponde che non ha ancora preso una decisione definitiva su se accettare quella parte o se tornare alla NYADA, così Jesse, sebbene non è convinto che tornare alla NYADA possa essere la scelta giusta, le mostra il suo supporto e le dice che qualunque decisione lei prenderà lui sarà comunque dalla sua parte perché sarà la decisione giusta per lei, ricordandole però che qualunque strada sceglierà per arrivarci, lei appartiene a New York e a Broadway.
Arriva il temutissimo e attesissimo giorno delle Provinciali, i Falcons e i Vocal Adrenaline si esibiscono e ottengono il consenso del pubblico. Dopo il bellissimo discorso di Rachel su quanto i ragazzi l’abbiano ispirata a ritrovare sé stessa, la sua forza e le sue ambizioni, è tempo di salire sul palco e dimostrare tutto il loro talento. Sulle note di Take Me To Church, Chandelier e Come Sail Away il glee club di Lima insieme agli Usignoli della defunta Dalton Acedemy conquistano il pubblico e i giudici stessi vincendo le fatidiche Provinciali. Inutile negare la gioia dei membri attuali ma soprattutto dei membri passati delle Nuove Direzioni. Rachel guarda con ammirazione ed emozione i trofei vinti negli anni passati e su consiglio di Kitty, sceglie di affiancarli a quello più recente per non dimenticare le gioie e le vittorie più vecchie.
Inoltre, Rachel si reca in auditorium per incontrare Jesse e comunicargli che ha finalmente preso una decisione: ha rifiutato la parte nel musical e ha scelto di tornare alla NYADA perché crede che sia il percorso giusto per raggiungere il suo sogno ugualmente, ma non ripetere gli errori passati. Jesse, per quanto dispiaciuto di non potersi esibire con lei, è felice della decisione presa da Rachel e le dice che è orgoglioso di lei per non aver scelto la strada più semplice per arrivare al successo stavolta. La ragazza, allora, gli dice che sarà però in prima fila per vederlo al suo debutto, visto che è in ogni caso in procinto di tornare a New York, mentre lui le dice che alla NYADA devono guardarsi le spalle perché Rachel Berry sta per tornare. Jesse offre poi alla ragazza di andare a stare nel suo appartamento quando arriverà a New York e mentre cercherà una sistemazione, dicendole poi che comunque, essendo entrambi in città, sarà inevitabile che si incontrino nuovamente, facendole capire che è ancora innamorato di lei e che vorrebbe provare a dare alla loro storia una seconda possibilità: la ragazza, visibilmente emozionata, le dice che le piacerebbe molto, poi i due si scambiano un tenero bacio e per il momento si salutano.
Sue si scontra nuovamente con Will sostenendo di averlo aiutato a vincere le Provinciali, ringrazia lui e il coach Beiste per tutto quello che hanno fatto in passato per lei, nonostante tutte le vendette e i soprusi contro il liceo McKinley, i suoi prof e i suoi studenti. Rivela così il suo buon cuore e sotto sotto la sua vera natura. L’episodio si conclude con i festeggiamenti del glee club che saluta Rachel in procinto di tornare a New York e i flashback delle vittorie passate dei ragazzi. Dopotutto i bei ricordi sono indimenticabili.
- Guest star: Jonathan Groff (Jesse St. James), Max Geroge (Clint), Becca Tobin (Kitty Wilde), Bill A. Jones (Rod Remington), Fortune Feimster (Butch), Marshall Williams (Spencer Porter), Patricia Forte (Donna Landries), Billy Lewis Jr. (Mason McCarthy), Laura Dreyfuss (Madison McCarthy), Samantha Marie Ware (Jane Hayward), Noah Guthrie (Roderick Meeks), J.J. Totah (Myron Muskovitz), Finneas O'Connell (Alistair).
- Ascolti USA: telespettatori 2 020 000 – share 18-49 anni 2%[12]

## 2009
- Titolo originale: 2009
- Diretto da: Paris Barclay
- Scritto da: Ryan Murphy, Brad Falchuk e Ian Brennan

### Trama
L'episodio è un flashback dell'episodio pilota dello show, che esplora come nel 2009 i membri originali delle Nuove Direzioni: Rachel Berry, Kurt Hummel, Mercedes Jones, Artie Abrams e Tina Cohen-Chang sono entrati nel club. Kurt è senza amici e depresso; credendolo propenso a suicidarsi, la consulente didattica Emma Pillsbury contatta Burt per avvertirlo delle difficoltà del figlio. Come risultato, Burt ordina a Kurt di unirsi a una squadra della scuola per il suo bene. Sperando di compiacere il padre, Kurt fa amicizia con Rachel e Mercedes; la prima gli suggerisce di fare un provino per il nuovo Glee Club di Will Schuester, mentre la seconda lo aiuta a scegliere la canzone per l'audizione. Dopo la firma stessa, Mercedes è presa di mira da Rachel come una potenziale rivale per il posto di cantante femminile, e le due immediatamente sono ai ferri corti. Dopo che Will dà l'assolo per la prima cantante femminile a Rachel, la fiducia in se stessa di Mercedes crolla a pezzi fino a quando sua madre non le fa un discorso di incoraggiamento. Tina, ancora gotica, finge costantemente di balbettare per allontanare le persone, e, nonostante sia consapevole del suo talento, cerca sempre di rimanere impopolare; nel frattempo, la ragazza diventa amica di Artie, innamorato di lei. I due vanno assieme a fare l'audizione per via di una sfida lanciata da parte degli amici gotici della ragazza. Sue e Will sono in buoni rapporti l'una con l'altro fino a quando lui non si rifiuta di rinunciare al Glee Club al fine di mantenere la loro amicizia. Dopo che la moglie di Will, Terri dice al marito d'essere incinta e lo convince a lasciare l'insegnamento e prendere la contabilità, Rachel tenta invano di farle cambiare idea. I cinque membri originali del Glee Club sono titubanti sulla leadership di Finn Hudson, mettendo in discussione il suo impegno dopo che li lascia per poi ritornare. Nel corso di un incontro tra i cinque, Rachel e Artie convincono gli altri a dare a Finn un'altra possibilità, perché credono nelle le sue buone qualità. L'episodio si conclude con la messa in scena ormai iconica dell'episodio pilota di Don't Stop Believin', che è quello che ha convinto Will a restare come direttore di coro.
- Guest star: Jessalyn Gilsig (Terri Del Monico), Jayma Mays (Emma Pillsbury), Mike O'Malley (Burt Hummel), Mark Salling (Noah Puckerman), Jenna Ushkowitz (Tina Cohen-Chang), Iqbal Theba (Preside Figgins), Max Adler (Dave Karofsky), Kent Avenido (Howard Bamboo), Natalija Nogulich (Madame Helen), Dijon Talton (Matt Rutherford), April Grace (Mrs. Jones), Bex Taylor-Klaus (ragazza gotica).
- Ascolti USA: telespettatori 2 690 000 – share 18-49 anni 3%[13]

## I sogni si avverano
- Titolo originale: Dreams Come True
- Diretto da: Bradley Buecker
- Scritto da: Ryan Murphy, Brad Falchuk e Ian Brennan

### Trama
Dopo che le Nuove Direzioni vincono alle Nazionali, il sovrintendente Harris rende il McKinley una scuola per le arti e nomina Will preside. Questo decide di aggiungere più cori oltre alle Nuove Direzioni, il cui leader diventa Sam. Dunque, i vecchi membri si ritrovano per l'ultima volta per dirsi addio. Mercedes annuncia che è stata scelta come performer per aprire il concerto del tour mondiale di Beyoncé, però avverte gli amici che non potrà più rivederli per un po'; li saluta cantando loro una canzone e promettendo che un giorno si rincontreranno. Nel frattempo, Kurt e Blaine ringraziano Sue per aver fatto sì che i due si riunissero e subito dopo lei fa pace con Becky e con Will. Si ha un salto temporale di cinque anni. Nel 2020 Kurt e Blaine sono attori teatrali che visitano le scuole per sensibilizzare i giovani all'accettazione e all'uguaglianza; Sue è diventata la Vice Presidente degli Stati Uniti; Artie e Tina sono tornati insieme e la ragazza è protagonista di un film diretto da lui; Mercedes è una cantante di successo, molto impegnata a causa di vari tour, e ha ricominciato a sentire Sam, che rimane ad insegnare a Lima e frequenta diverse ragazze con poco impegno, nella speranza di poter tornare con Mercedes; Rachel è una star di Broadway, è sposata con Jesse e vince persino un Tony Award come attrice protagonista in uno spettacolo diretto proprio da lui e durante il suo discorso ringrazia il professor Shuester, che l'ha sostenuta e aiutata più di tutti a realizzare il suo sogno. Inoltre, ha deciso di essere la madre-surrogata del/la figlio/a di Kurt e Blaine, suoi migliori amici da ormai tantissimi anni. Nel corso di quell'anno, Sue invita Will, Emma, Sheldon, Burt, Carole, Figgins e Terri al McKinley per dedicare l'auditorium a Finn e, in quell’occasione, riconosce per la prima volta apertamente i meriti del Glee. Dopo il suo discorso, Will e tutti gli studenti che hanno fatto parte del club si riuniscono sul palco e cantano, per l'ultima volta insieme, I Lived.
- Guest star: Jonathan Groff (Jesse St. James), Geraldo Rivera (se stesso), Andrew Rannells (se stesso), Dianna Agron (Quinn Fabray), Jacob Artist (Jake Puckerman), Jessalyn Gilsig (Terri Del Monico), Blake Jenner (Ryder Lynn), Jayma Mays (Emma Pillsbury), Heather Morris (Brittany Pierce), Alex Newell (Wade "Unique" Adams), Mike O'Malley (Burt Hummel), Naya Rivera (Santana Lopez), Mark Salling (Noah Puckerman), Harry Shum Jr. (Mike Chang), Becca Tobin (Kitty Wilde), Jenna Ushkowitz (Tina Cohen-Chang), Max Adler (Dave Karofsky), Christopher Cousins (Sovrintendente Bob Harris), Tim Bagley (Insegnante), Laura Dreyfuss (Madison McCarthy), Ashley Fink (Lauren Zizes), Noah Guthrie (Roderick Meeks), Samuel Larsen (Joe Hart), Vanessa Lengies (Sugar Motta), Billy Lewis Jr. (Mason McCarthy), Finneas O'Connell (Alistair), Lauren Potter (Becky Jackson), Romy Rosemont (Carole Hudson), Dijon Talton (Matt Rutherford), Iqbal Theba (Figgins), J.J. Totah (Myron Muskovitz), Samantha Marie Ware (Jane Hayward), Marshall Williams (Spencer Porter)
- Ascolti USA: telespettatori 2 540 000 – share 18-49 anni 2%[13]